# Église Saint-Julien de Saint-Quentin-Chaspinhac
Pour les articles homonymes, voir Église Saint-Julien.
L'église Saint-Julien est une église catholique située à Chaspinhac, en France.

## Localisation
L'église est située dans le département français de la Haute-Loire, sur la commune de Chaspinhac.

## Historique
L'édifice est classé au titre des monuments historiques en 1969.